# Schokolade

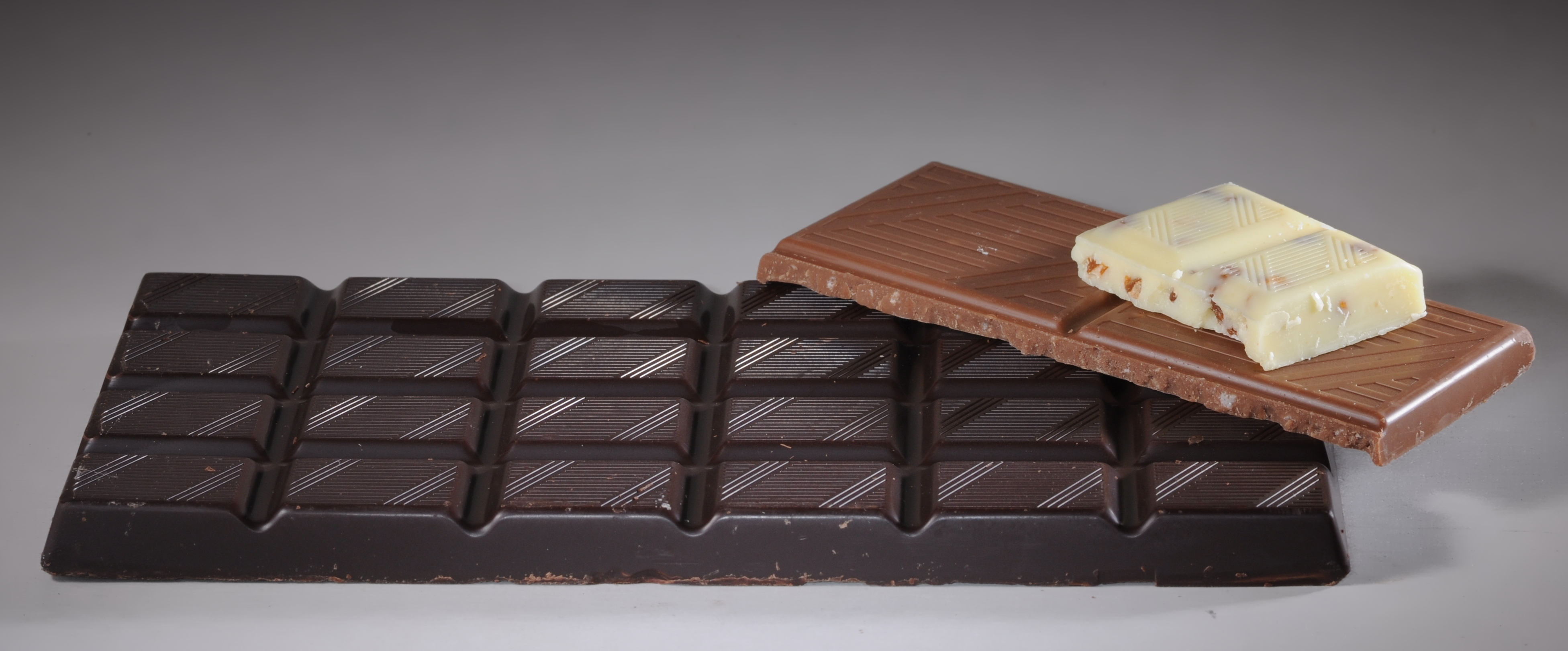
Verschiedene Schokoladensorten

Schokolade ist ein Nahrungs- und Genussmittel, das in fester oder flüssiger Form vorkommt und sich überwiegend aus Kakaoerzeugnissen und Zuckerarten – im Falle von Milchschokolade auch Milcherzeugnissen – zusammensetzt.
Schokolade wird in reiner Form genossen und als Halbfertigfabrikat weiterverarbeitet. Die spanischen Eroberer Mexikos brachten das Getränk und die Bezeichnung im 16. Jahrhundert nach Europa mit. Dabei handelte es sich um eine Mischung aus Wasser, Kakao, Vanille und Cayennepfeffer.

## Etymologie
Die Wortherkunft ist umstritten. Im Gegensatz zu einer weit verbreiteten Meinung kommt „das Wort chocolatl in keiner frühen Quelle über das Nahuatl oder die aztekische Kultur vor“, weder „im ersten Nahuatl-Spanischen Wörterbuch aus 1555 von Fray Alonso de Molina, [noch] in Sahagúns großer Enzyklopädie oder im Huehuetlatolli, den ‚Sprichwörtern der Alten‘“. „In diesen ursprünglichen Quellen lautet das Wort für Schokolade cacahuatl, ‚Kakaowasser‘.“ Das Getränk wurde von den Azteken kalt getrunken, von den Maya aber heiß genossen.
Die meisten Linguisten gehen von einer Nahuatl-Form chocolatl aus.  Einige sehen in chocol, dialektale Variante von chacau, ein Wort aus einer der Maya-Sprachen in der Bedeutung „heiß“, wobei daran erinnert werden muss, dass auch die Spanier (im Gegensatz zu den Azteken) den Kakao heiß tranken. Chocolatl wäre dann, nach der zuerst von Ignacio Dávila Garibi geäußerten Ansicht, eine Kombination aus einem Maya-Wort und einem Nahuatl-Wort.
Ein Ursprungswort in der Form xocol-atl bzw. xoco-atl ließe sich am leichtesten mit xocolia („etwas bitter oder sauer machen“) bzw. xococ („bitter“) in Verbindung bringen.
Die Sprache der Azteken ist Nahuatl. Alle Deutungen der Nahuatl-Wörter für das Kakaogetränk, zuerst cacahuatl, später dann chocoatl bzw. xocoatl trennen den zweiten Bestandteil des Kompositums als atl (Nahuatl für „Wasser“) ab. Die Deutung des ersten Wortbestandteils ist aber schwierig und bleibt umstritten. Da sich in der kurzen Zeit seit Ankunft der Spanier nicht die spätere Form durch Lautwandel aus der früheren entwickelt haben kann, muss man für das Kompositum einen Neologismus annehmen.
Einige Autoren setzen die Nahuatl-Form als chicol-atl an und wollen darin ein Wort für „Schneebesen, Quirl“ (*ci-: englisch small stick, twig) erkennen, wonach das ganze Wort dann „Quirl-Getränk“ (englisch stirrer drink) bedeuten würde.
Chocolatl ist als Lehnwort ins Spanische übernommen worden. Von dort (spanisch chocolate) verbreitete es sich in alle Sprachen (englisch chocolate, französisch chocolat, niederländisch chocolade). Über niederländische Vermittlung gelangte es ins Deutsche.

## Geschichte

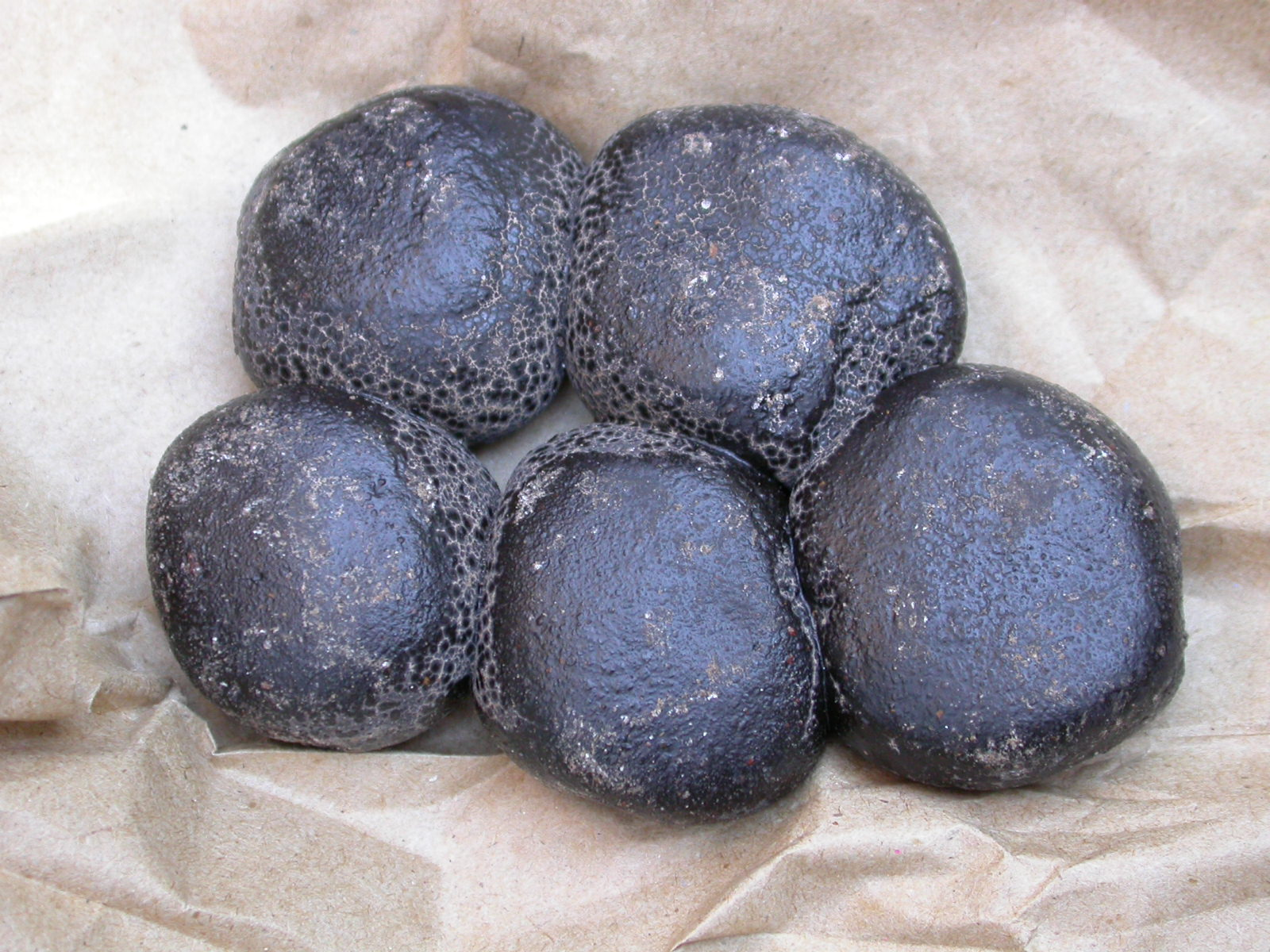
Typische mexikanische Schokolade (gepresste Schokoladenmasse mit Zucker und Zimt)

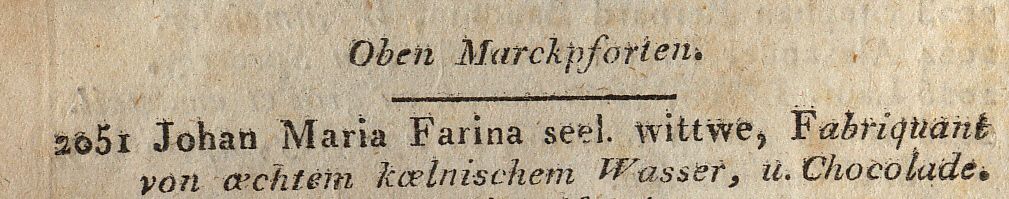
Die Schokoladen-Fabrik Johann Maria Farina im 3. Kölner Adressbuch 1797, wo die Schokoladenproduktion 1750 begonnen wurde

Das Wappen mit Kakaoblüte und -frucht der französischen Stadt Noisiel, die Stammsitz der Schokoladenfabrik Menier war

Das erste Mal wurde der Kakaobaum (Theobroma cacao) vermutlich um 1500 v. Chr. von den Olmeken genutzt, die im Tiefland der mexikanischen Golfküste lebten. Um 600 n. Chr. wurde der Kakao dann von den Maya angebaut.
Die ersten Kakaobohnen brachte Christoph Kolumbus aus Amerika mit, ohne dass man zu dieser Zeit etwas damit anfangen konnte. 1528 brachte dann Hernán Cortés den Kakao nach Europa. Die Schokolade war aber unverarbeitet ungenießbar. Erst nach der Zugabe von Honig und Rohrzucker wurde daraus ein Getränk mit wachsender Beliebtheit.

## Herstellung

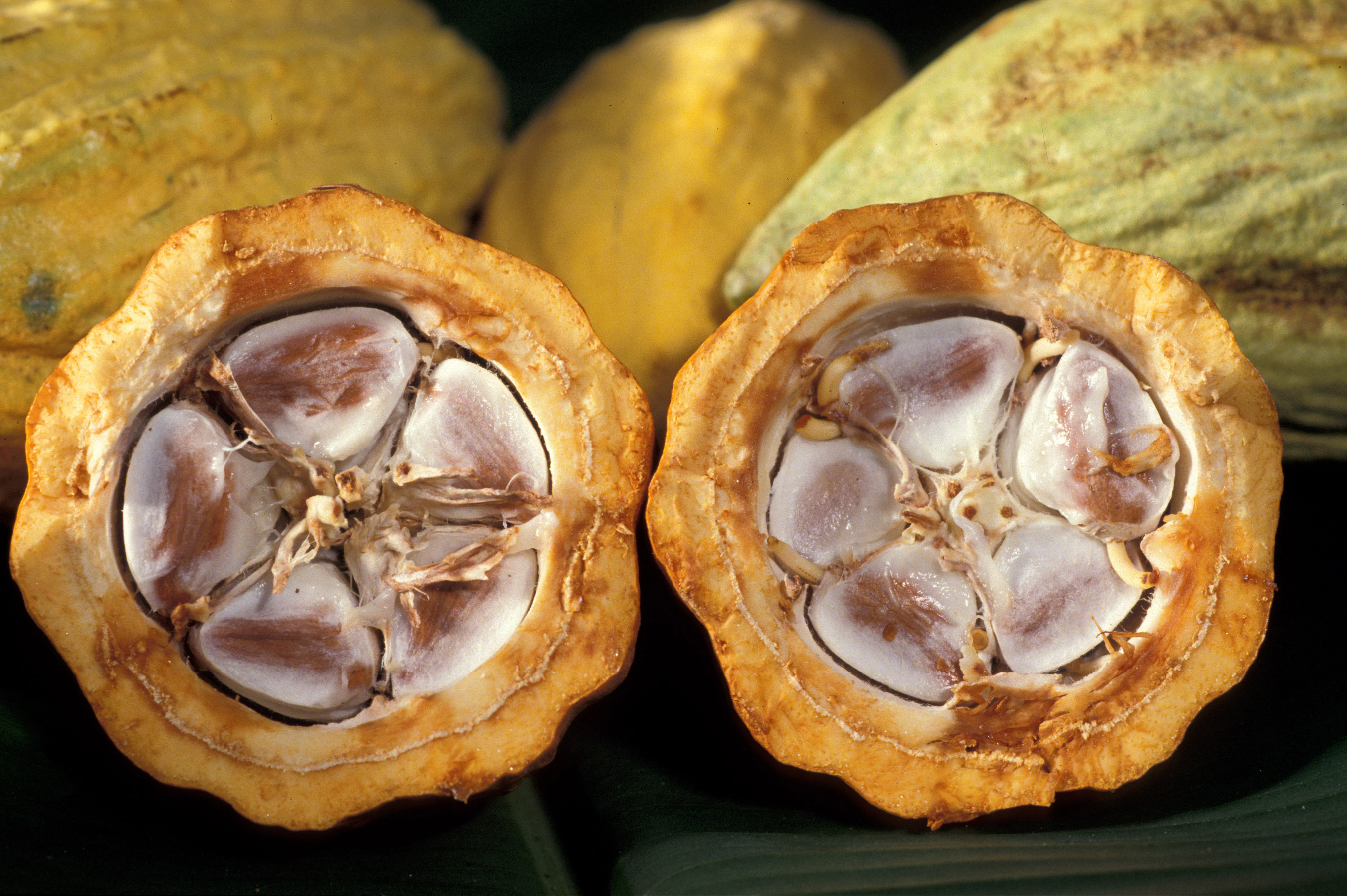
Kakaofrucht im Querschnitt, darin die reifen Kakaobohnen

### Herstellung von Schokolade

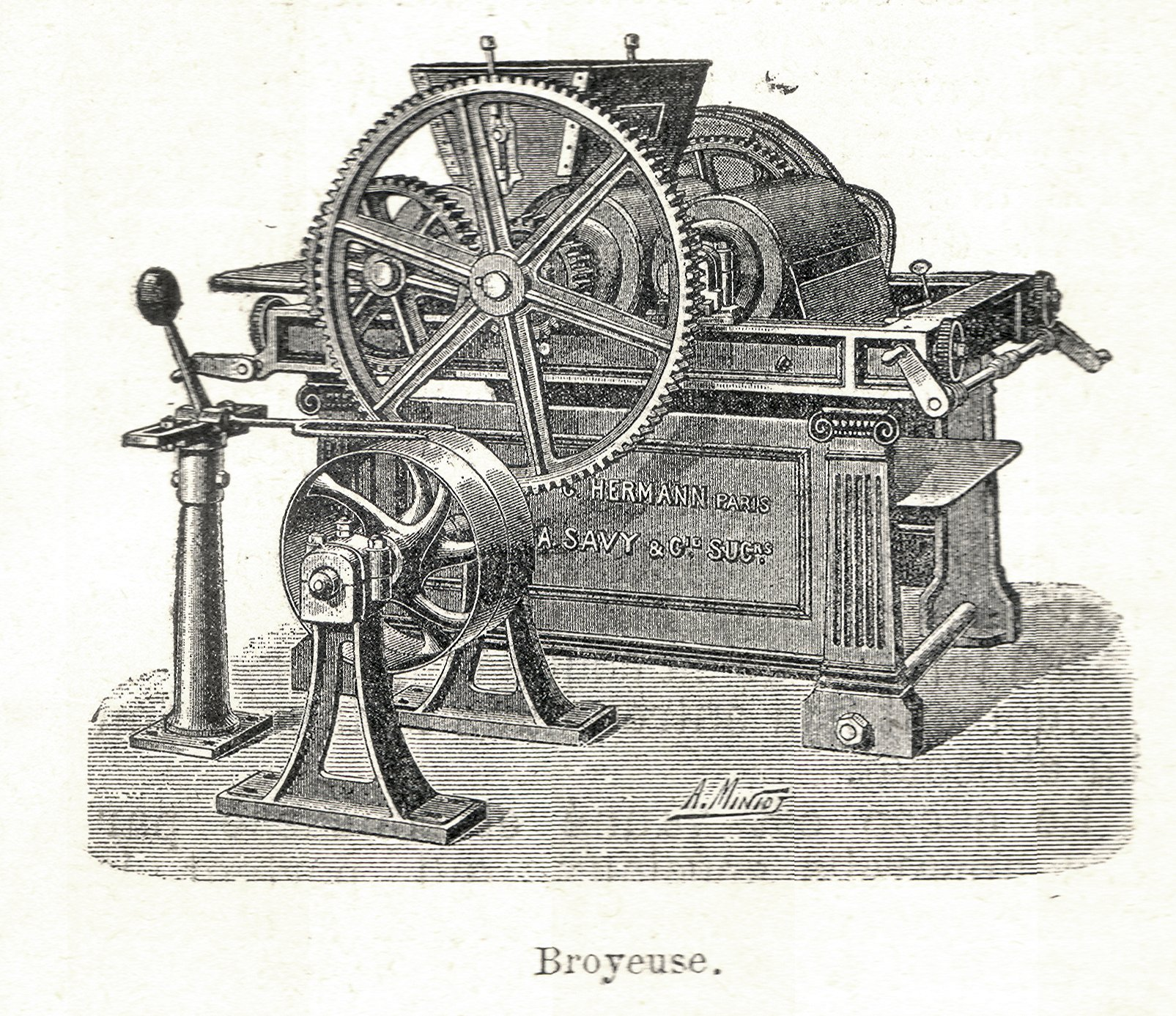
Schokoladenwalze um 1900

Stollwerck-Fünfwalzenwerk von 1873

Die industrielle Herstellung von Schokolade ist technisch anspruchsvoll, sodass die Angabe eines Rezeptes zur Herstellung von qualitativ hochwertiger Schokolade im kleinen Maßstab schwierig ist. Zunächst werden Kakaobohnen zu Kakaomasse verarbeitet. Soll aus der Kakaomasse Schokolade werden, wird sie mit Zucker, gegebenenfalls auch Kakaobutter und Milchprodukten (heute fast ausschließlich in trockener Form, zum Beispiel als Milchpulver) und Gewürzen vermischt. Diese Schokoladenmasse wird nun in Walzwerken fein vermahlen, sodass insbesondere die Zuckerkristalle auf eine durchschnittliche Größe von 10–20 Mikrometer reduziert werden. Hauptziel ist die Eliminierung der durch große Partikel hervorgerufenen Sandigkeit der Schokoladenmasse im Mund. Heinrich Stollwerck, Sohn von Franz Stollwerck und Maschinenbauer, erhielt 1873 das Reichspatent auf seinen Fünfwalzenstuhl. Diese Konstruktion lieferte ein feineres Mahlergebnis und verarbeitete die doppelte bis vierfache Menge in gleicher Zeit. In den sogenannten Conchen (Concha, span. für „Muschel“, frühere Form des Gerätes) wird die Schokoladenmasse nun erwärmt und gerieben. Dies geschah ursprünglich in flachen, wannenförmigen Behältern mit rotierenden und oszillierenden Walzen. Das Conchieren dauerte bis zu 90 Stunden. Moderne Technik ermöglichte eine starke Verkürzung dieses Vorgangs, der die Feuchtigkeit reduziert, das Aroma erschließt und unerwünschte Aromabestandteile (vor allem die Essigsäure) entfernt. Für weiße Schokolade werden außer Kakaobutter keine Kakaobestandteile verwendet.
Um die Viskosität der Masse zu beeinflussen, wird zumeist Sojalecithin in einer Menge von maximal 0,2 % hinzugefügt. In der EU sind laut der Richtlinie 2000/36/EG – die in Deutschland durch die Kakao- und Schokoladenverordnung umgesetzt wurde – als Pflanzenfett neben Kakaobutter allerdings nur nicht-laurische Fette von einigen tropischen Pflanzen erlaubt, und dies auch nur bis maximal 5 %. Erlaubt sind die Ölsorten:
- Illipe (Borneo-Talg oder Shorea spp., Tengkawang)
- Palmöl (Elaeis guineensis, Elaeis oleifera)
- Sal-Butter (Shorea robusta)
- Shea (Vitellaria paradoxa)
- Kokum gurgi (Garcinia indica)
- Mangokern (Mangifera indica)

Mit dieser Richtlinie wird das europäische Recht harmonisiert, da einzelnen Mitgliedsstaaten auch zuvor bereits erlaubt war, einen Teil der Kakaobutter zu ersetzen.
Ein Kilogramm Schokolade verursacht ca. 3,5 Kilogramm CO2-Äquivalente. Der Wasserverbrauch liegt bei 10.000 Liter pro Kilogramm Schokolade.

### Temperieren (Vorkristallisieren) von Schokolade

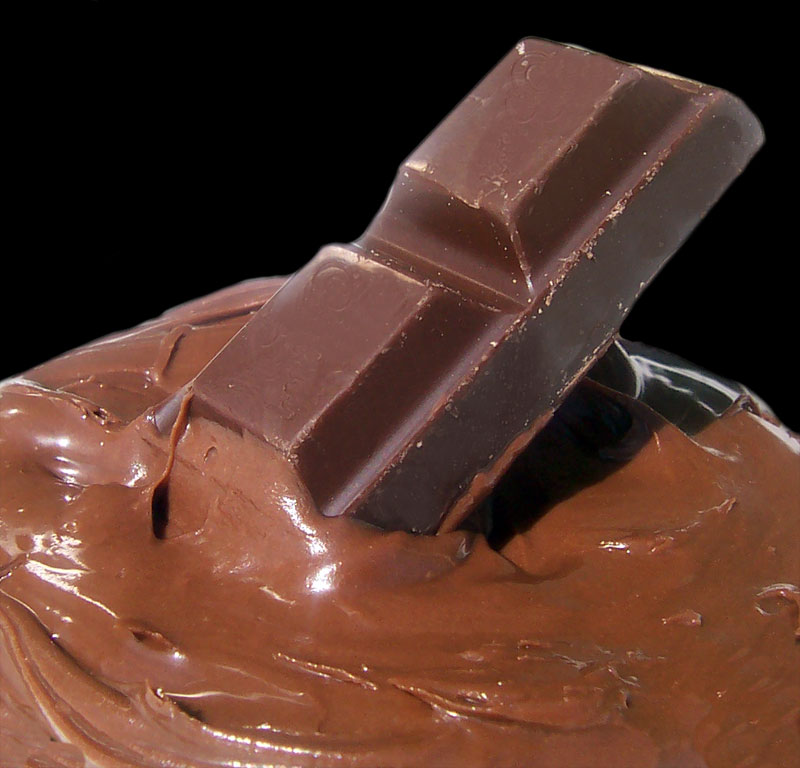
Feste und flüssige Schokolade

Zur Herstellung existieren zwei Temperierungsverfahren.

#### Traditionelle Temperierung
Bevor Schokolade aus dem flüssigen Zustand verarbeitet und zum Erstarren gebracht wird, muss sie temperiert werden, d. h., sie wird gekühlt, bis der Fettanteil in der Schokolade erste Erstarrungskristalle bildet. Man unterscheidet zwischen sechs verschiedenen Erstarrungskristallen von Schokolade, wobei diese sich in Aussehen, Geschmack und der Schmelztemperatur unterscheiden. Die Kristallform 5 ist die gewünschte Form für den Verzehr. Kristallform 6 ist gekennzeichnet durch weiß-faseriges Aussehen ähnlich angeschmolzener und wieder erstarrter Schokolade. Bei dieser unerwünschten Kristallform liegt der Schmelzpunkt über der Temperatur, die beim Verzehr zum angenehmen Effekt des Schmelzens auf der Zunge führt. Zur Herstellung dieser Erstarrungskristalle ist ein definiertes Abkühlen und daran anschließend ein Erwärmen der Schokoladenmasse notwendig. Beim Nachwärmen der Schokolade werden niedrig schmelzende Kristalle aufgeschmolzen, sodass nur hochschmelzende Kristalle sich in der flüssigen Schokolade befinden. Die Schokolade erstarrt dann beim anschließenden Kühlen in einem Kristallgefüge, das aus diesen hochschmelzenden Kristallen gebildet wird. Die Wärmebehandlung der flüssigen Schokolade wird in der Fachsprache als Temperieren bezeichnet, die Schokolade wird vorkristallisiert genannt. Dunkle Kuvertüre wird auf 31 bis 32 °C, Vollmilchkuvertüre auf 30 bis 31 °C und weiße Kuvertüre auf etwa 28 bis 30 °C Endtemperatur temperiert. In den verschiedenen Temperierverfahren kommen qualitative Unterschiede vor. Für guten Glanz, hohe Lagerbeständigkeit und feinkörnigen Bruch des Endproduktes ist wichtig, dass die Temperiermaschine Fettkristalle in einer hochschmelzenden Kristallform bildet, dass diese Kristall-Agglomerate in kleinen Abmessungen vorliegen und dass sie homogen in der Masse verteilt sind.

#### Impfkristallisierung
Alternativ zum oben beschriebenen Temperierverfahren kann Schokoladenmasse auch mittels Impfkristallisation auskristallisiert werden. Dabei werden in einem separaten Verfahrensschritt in reiner Kakaobutter hochschmelzende Kristallformen in einem Scherkristallisator durch Scherung in Verbindung mit einer definierten Erhitzung/Erkaltung produziert und anschließend der Schokoladenmasse beigemischt. Die in der Schokoladenmasse entstehenden Kristalle wachsen um die hochschmelzenden Impfkristalle.

#### Temperiergrad
Für den Produktionsablauf ist der Temperier- und Vorkristallisationsgrad entscheidend, also der Anteil (die Menge) der erstarrten Fettkristalle. Ein zu geringer Anteil (Untertemperierung) ergibt zu lange Erstarrungszeiten bei der Endkühlung und kann schlechten Glanz sowie geringe Lagerbeständigkeit zur Folge haben. Ein zu hoher Erstarrungsanteil (Übertemperierung) ergibt eine erhöhte Viskosität der zu verarbeitenden Schokoladenmasse und kann geringere Kontraktion bei der Endkühlung sowie schlechten Glanz zur Folge haben.

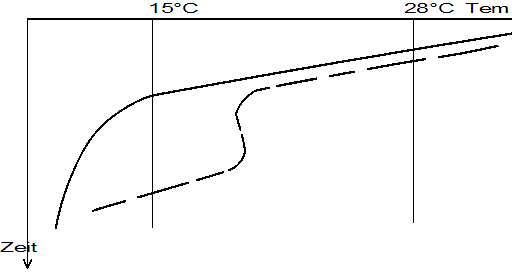
Erstarrungskurven von Schokolade (vorkristallisierte Schokolade als unterbrochene Linie)

Da Kakaobutter aus einem Glyceridgemisch mit unterschiedlichen Schmelzpunkten besteht, ergibt die Schmelzkurve von Schokolade keinen Haltepunkt, sondern einen Schmelzbereich. Beim Abkühlen von Schokolade macht sich ein weiteres Charakteristikum der Kakaobutter stark bemerkbar. Kakaobutter ist sehr träge in der Bildung von Kristallisationskeimen, sie lässt sich sehr stark unterkühlen, bevor die Erstarrung einsetzt. Obwohl der Schmelzbereich der Kristallform bei ca. 34 °C liegt, lässt sich restlos aufgeschmolzene (also nicht vorkristallisierte) Masse, wenn sie bewegungsfrei abgekühlt wird, auf Temperaturen von unter 20 °C bringen, bevor die Erstarrung merklich einsetzt. Die Erstarrung dieser Schokolade erfolgt sehr langsam. Im nachfolgenden Diagramm ist die Abkühlungskurve einer untemperierten Schokolade dargestellt (durchgehende Linie).
Vorkristallisierte Schokolade erstarrt bei höherer Temperatur und in wesentlich kürzerer Zeit. Die gesamte Schmelzenthalpie wird dabei freigesetzt. Dadurch ändert sich die Abkühlungskurve beträchtlich. Eine Selbsterwärmung der Schokolade während der Erstarrungsphase ist möglich. Nach der Erstarrung erfolgt ein erneuter Temperaturabfall. Eine typische Abkühlungskurve für vorkristallisierte (temperierte) Schokolade ist als unterbrochene Linie im Diagramm dargestellt.
In einem weiteren Produktionsschritt wird die Masse in Formen abgefüllt oder als Überzugsmasse für Schokoriegel aufbereitet und danach abgekühlt. Diese Schokoladenmasse kann dann in entsprechende Formen wie Tafeln, Kugeln, Hohlformen oder Eier gegossen werden. Die mögliche Beigabe von Nüssen oder anderen harten Zutaten in die Masse erfolgt kurz nach dem Temperieren. Diese Stücke müssen in die Temperierberechnung einbezogen werden.

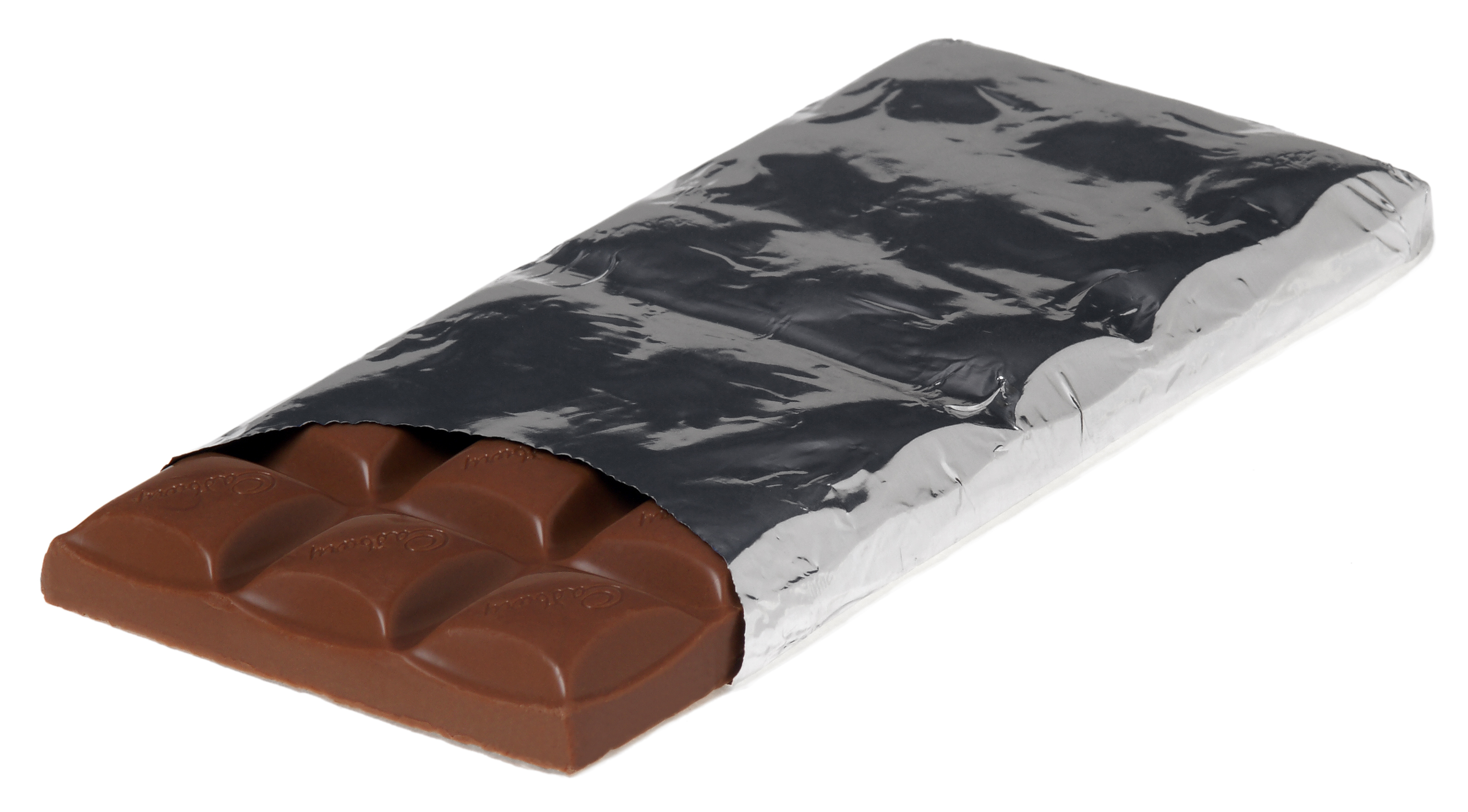
Tafel Schokolade mit Sollbruchstellen

### Eintafeln
Schließlich wird die flüssige Masse in vorgewärmte Formen gegossen. Luftblasen werden durch Vibration entfernt. Durch das Abkühlen ziehen sich die Tafeln zusammen, was das „Austafeln“ erleichtert. Üblicherweise wiegt eine Tafel Schokolade 100 Gramm und hat Sollbruchstellen in Längs- und Querrichtung, sodass sie leicht in mundgerechte Schokoladenstücke zerbrochen werden kann.

### Herstellung von gefüllter Schokolade
Zur Herstellung von gefüllter Schokolade kommen drei gängige Verfahren zur Anwendung.

#### One-Shot-Verfahren
Beim One-Shot-Verfahren wird über eine außenliegende Ringdüse die Schokolade und über eine innerhalb der Ringdüse liegende Füllungsdüse die Füllung in einem geringen Zeitabstand dosiert. Vorteil dieses Verfahrens ist, dass nur noch ein Kühlvorgang nötig ist. Nachteile der One-Shot-Technik sind vor allem der erforderliche hohe technologische Aufwand zum Dosieren von Schokolade und Füllung im gleichen Arbeitsgang und das veränderte Kontraktionsverhalten des erzeugten Artikels beim Kühlen. Bestehende Rezepturen müssen in der Regel für das Verfahren angepasst werden.

#### Wendeverfahren
Bis zur Einführung des One-Shot-Verfahrens wurde bei mittleren und großen Produktionsanlagen mit einem Ausstoß von mehr als 500 kg/h überwiegend das Wendeverfahren eingesetzt. Zunächst wird die flüssige Schokolade in die Gussform dosiert. Dann wird die Form gewendet, wodurch die bereits abgekühlte Schokoladenmasse an den Wänden der Form zurückbleibt, während der Rest wieder abfließt. Anschließend wird die entstandene Schokoladenhülse mit der Füllung versehen und nach einem weiteren Kühlvorgang der sogenannte Deckel (der Boden der Praline oder Tafel) dosiert. Das Schokoladenprodukt muss jeweils nach dem Dosieren der Hülse, der Füllung und des Deckels abkühlen.
Dieses Verfahren eignet sich auch zur Herstellung von Schokoladenhohlkörpern, die eine flüssig bleibende Füllung oder Spielzeug enthalten sollen. Hierbei werden zumeist zwei Hälften gegossen, dann zusammengefügt und durch kurzes Erhitzen verschweißt. Durch mehrfaches Ausgießen und Wenden mit verschiedenfarbigen Sorten kann der Hohlkörper außen und innen farblich gestaltet werden. Ist eine flüssige oder pastöse Füllung vorgesehen, weist eine der Hälften ein Loch auf, durch das nachträglich die Füllung und dann ein Verschlusstropfen aus Schokolade eingebracht werden. Zur Herstellung von Hohlkörpern wie Weihnachtsmännern und Osterhasen wird zunächst Schokolade in die eine Formhälfte gefüllt und gleich darauf die zweite Formhälfte aufgesetzt. Die geschlossene Form wird anschließend rotiert, bis die Schokolade an der inneren Wandung der Form erstarrt ist. Bei vollautomatischen Produktionsanlagen wird dieser Vorgang im Kühler durchgeführt, um die Erstarrung der Schokolade zu beschleunigen.

#### Kaltstempeln
Bei mittleren und kleinen Anlagen ist zur Hülsenbildung auch das Verfahren des Kaltstempelns verbreitet. Hierbei wird nach dem Dosieren der Schokolade ein gekühlter Stempel in die Form eingedrückt. Dadurch wird die eindosierte Schokolade zur Hülse ausgeformt und gleichzeitig verfestigt. Anschließend kann die Füllung in die Schokoladenhülse dosiert und – nach einem weiteren Kühlvorgang – die Praline oder Tafel gedeckelt werden. Der energetische Aufwand, um die warme Schokolade in adäquater Zeit genügend abzukühlen, sodass die Hülse stabil bleibt, ist recht hoch. Auch besteht die Möglichkeit, dass Luftfeuchtigkeit auf dem Kaltstempel kondensiert, wodurch die Schokoladenhülse beim Wiederanheben des Stempels aus der Form gezogen werden kann.

#### Tauchverfahren
Ein besonderes Verfahren zur Herstellung von Schokoladenhülsen ist, einen gekühlten Stempel einige Sekunden in ein Bad aus flüssiger Schokolade zu tauchen. Nach dem Herausheben haften am Stempel die fertigen Schokoladenhülsen, die dann durch Druckluft von diesem gelöst werden.
Dieses Tauchverfahren wird auch zum Überziehen von Stieleis mit Schokolade eingesetzt.

## Handel
Weltweit wurde 2021 Schokolade im Gesamtwert von 31 Milliarden Euro gehandelt. Deutschland war dabei noch vor Belgien und Italien das international wichtigste Exportland gemessen am Ausfuhrwert.
| #  | Land                   | Exporte (in Mio. €) |
| -- | ---------------------- | ------------------- |
| 1  | Deutschland            | 5.037               |
| 2  | Belgien                | 3.364               |
| 3  | Italien                | 2.318               |
| 4  | Polen                  | 2.197               |
| 5  | Niederlande            | 1.989               |
| 6  | Kanada                 | 1.658               |
| 7  | Vereinigte Staaten     | 1.570               |
| 8  | Frankreich             | 1.449               |
| 9  | Vereinigtes Königreich | 960                 |
| 10 | Russland               | 809                 |
| 11 | Schweiz                | 800                 |

## Marktsituation

### Rohstoffpreise
Die Schokoladenhersteller beziehen ihre Rohstoffe zu schwankenden Rohstoffpreisen. Die Weltmarktpreise für die beiden wichtigsten Rohstoffe Zucker und Kakao waren 2018 ungefähr so hoch wie ein Jahrzehnt zuvor (angegeben in Euro).
- Der Zuckerpreis in der EU fiel von 730 Euro je Tonne (2013) auf 320 Euro (Oktober 2018) und lag damit auf dem Preisniveau des Weltmarkts.[17]
- Die Kakaopreise lagen Ende 2018 etwa auf gleichem Niveau wie Ende 2008. Der monatliche Durchschnittspreis für Kakaobohnen [Cocoa (ICCO)] lag bei 1,93 Euro je Kilogramm (November 2018); er schwankte in den letzten zehn Jahren (2008–2018) etwa zwischen 3,13 Euro (November 2015) und 1,60 Euro (Januar 2018). 2023 stieg der Preis auf über 5 Euro/kg.[18]

### Subventionen
In der Schweiz lagen bis zum 1. Januar 2019 Exportsubventionen auf Schokolade vor, um den Milchpreis zu stabilisieren. Wegen Anforderung durch die Welthandelsorganisation (WTO) wurde Ende 2018 das „Schoggi-Gesetz“ entsprechend aufgehoben.

## Schokoladensorten
Es existiert eine Vielzahl von Sorten und Qualitäten, Formen und Geschmacksrichtungen. Unterschieden wird zwischen Bitterschokolade (auch Edelbitter-, Zartbitter-, Herren- oder dunkle Schokolade genannt), Milchschokolade und weißer Schokolade. Eine zum Backen und Glasieren mit einem höheren Fettanteil versehene Schokolade wird als Kuvertüre bezeichnet und gehandelt.
| Typ              | Zucker (g) | Kakaobutter (g) | Kakaomasse (g) | Milchpulver (g) |
| ---------------- | ---------- | --------------- | -------------- | --------------- |
| Bitterschokolade | 47         | 04              | 48             | —               |
| Milchschokolade  | 48         | 18              | 12             | 22              |
| Weiße Schokolade | 46         | 28              | —              | 26              |

Neben den grundsätzlichen Einteilungen, meist wie beschrieben auf Grundlage der Mischung oder des Herstellungsprozesses, werden beim Verkauf edlerer Schokoladen auch Unterscheidungen nach dem Anbaugebiet der Kakaobohne gemacht. Hierbei werden auch Qualitätsbegriffe wie das vom Wein bekannte „Premier Cru“ verwendet. Neben der oben beschriebenen echten Schokolade wird für Schokoladenkekse oder auch teilweise bei industriell hergestelltem Speiseeis eine Fettglasur eingesetzt, die nicht unter den Begriff der Schokolade fällt, da sie keine Kakaobutter enthält.
Seit 2017 wird unter der Bezeichnung „Ruby“ rosafarbene Schokoladenware angeboten, deren abweichende Färbung durch Selektion aus bereits zuvor bekannten Kakaobohnensorten und – nach einer Vermutung der Verbraucherzentrale – weitgehenden Verzicht auf Fermentierung bedingt ist und durch Citronensäure stabilisiert wird.

## Produkte aus Schokolade und Kuvertüre

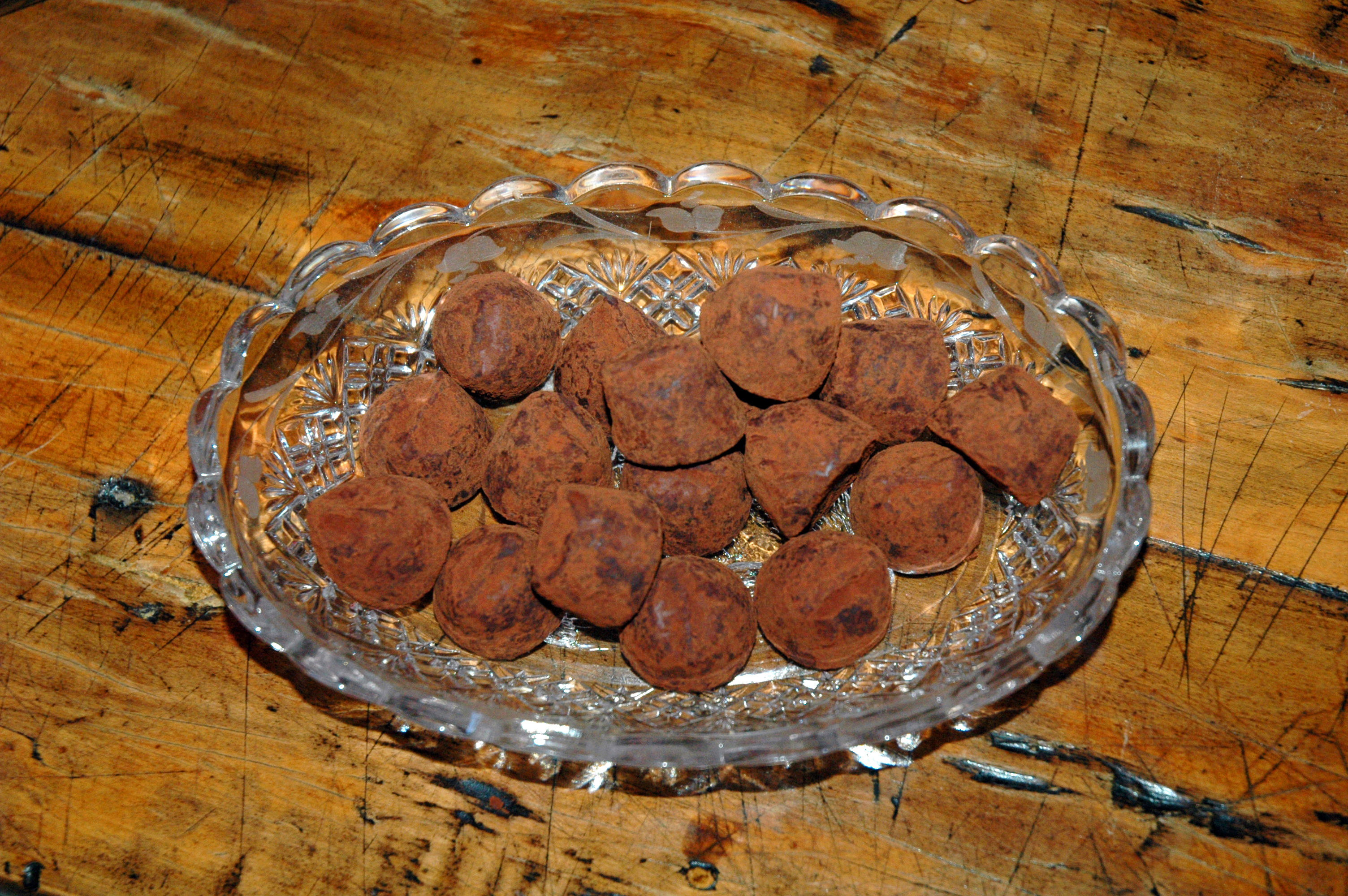
Trüffelpralinen

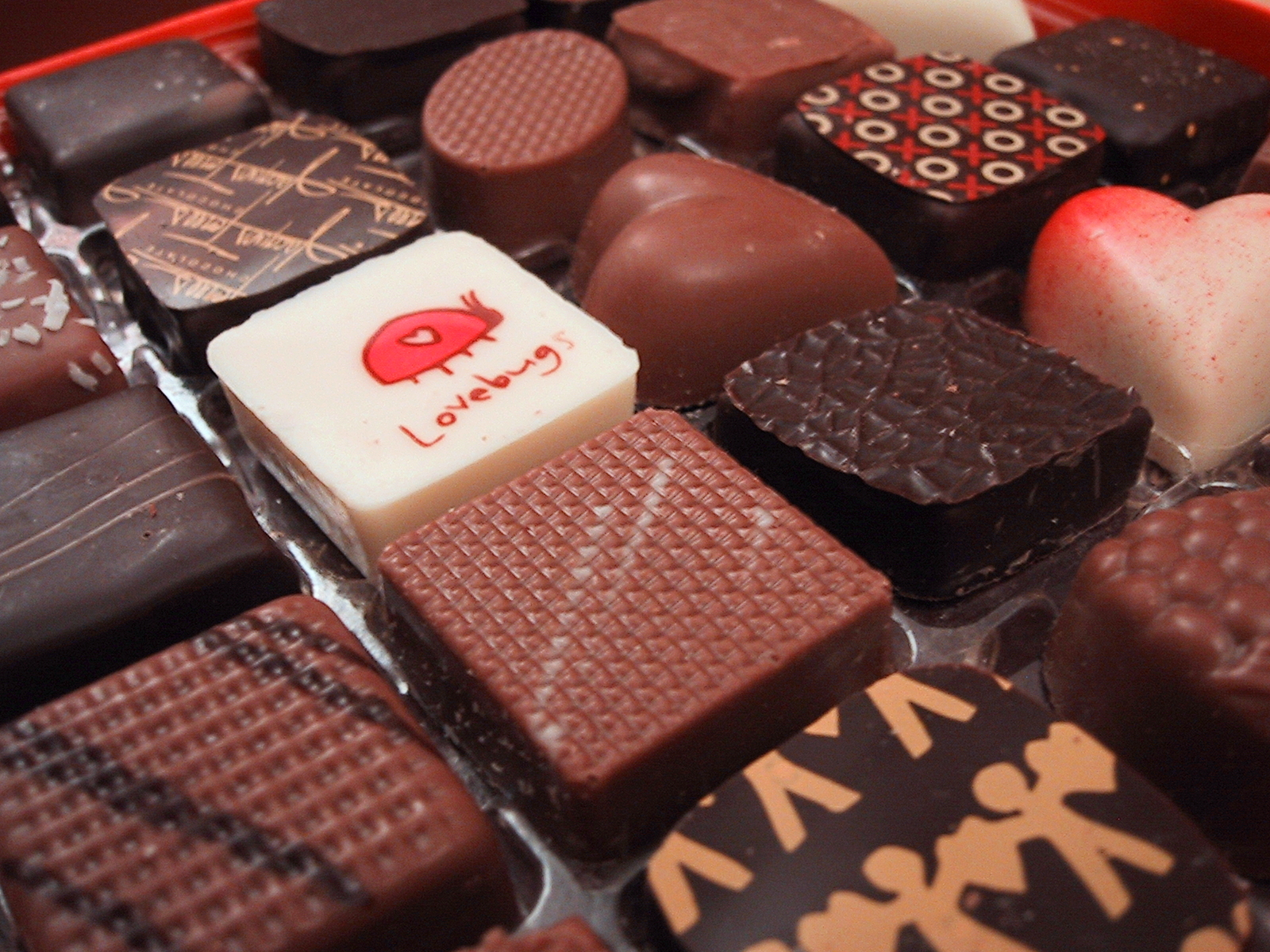
Pralinen

Schokoladen (Tafeln zum direkten Verzehr wie auch Kuvertüren) mit hohen Ansprüchen an Reinheit und Qualität des verwendeten Kakaos (oft nach Herkunft sortiert) werden von Herstellern in vielen Ländern produziert. Eine der letzten Variationen sind Schokoladen, denen in die Grundmasse Aromastoffe und Gewürze wie beispielsweise Chili, Zimt, Hanf, Schwarzer Pfeffer oder Thymian beigemengt wurden. Luftschokolade ist eine Sonderform, die zahlreiche kleine Luftblasen enthält. In Konditoreien wird Nussbruch frisch hergestellt.
Schokolade wird aber nicht nur pur (als Tafel) genossen, sondern ist Ausgangsbasis für Pralinen und Konfekt (Trüffel-, Nougat-, Marzipan- oder andere Pralinen). Chocolatiers schätzen die feinen Kuvertüren mit hohem Kakaobutteranteil und ausgewählten Edelkakaos (couvert: „überzogen/umhüllt“). Es gibt tausende Kombinationen wie beispielsweise Champagner-Sahne-Trüffel, die viele kleinere Spezialisten anbieten. Eine „knackige“ Schokolade, eine „cremige“ Füllung mit „zartem“ Schmelz und wenig Zucker, dafür Sahne und frische Butter, sind einige der qualitätsbestimmenden Merkmale. Hochwertige (und allgemein bekannte industrielle) Hersteller finden sich in der Schweiz, in Belgien, aber auch in Deutschland und neuerdings auch in Österreich sowie osteuropäischen Ländern. Qualitativ besonders gut können naturgemäß nur tagesfrisch verkaufte Pralinen sein, die man in vielen Confiserien und guten Konditoreien erhält.
Die Produkte sind begrenzt haltbar und aufgrund des hohen Fettanteils relativ wärmeempfindlich. Man unterscheidet Konsumprodukte von Premiumprodukten, daher ist der Preis sehr unterschiedlich. Die bekannteste Form sind die „geigelten“ Trüffel – runde Kugeln mit kleinen Stacheln, die an die Erdtrüffel erinnern.

## Trinkschokolade
Echte Trinkschokolade wird – im Unterschied zu den durch Einrühren von Kakao oder leicht löslichem „kakaohaltigen Getränkepulver“ in Milch erzeugten Getränken – üblicherweise aus Milch oder Wasser und zerkleinerter Schokolade, eventuell unter Zusatz von Zucker und Verdickungsmitteln wie Maismehl, Guarkernmehl oder Johannisbrotkernmehl, hergestellt; das Schmelzen und Emulgieren der Kakaobutter in der wässrigen Phase funktioniert nach Erwärmen besser.

## Schokolade und Gesundheit
Zu Anfang des 19. Jahrhunderts wurde Schokolade in Apotheken als Stärkungsmittel verkauft. Es existieren keine Hinweise, dass Schokolade körperlich abhängig oder süchtig machen könnte. Auch die Hinweise auf stimmungsfördernde Effekte verschiedener Inhaltsstoffe der Schokolade reichen nicht aus, um den Effekt zu erklären, sodass auch psychische Ursachen berücksichtigt werden müssen.

### Inhaltsstoffe
| Nährstoff              | enthalten |
| ---------------------- | --------- |
| Kohlenhydrate (Zucker) | 54 g      |
| Fette                  | 27 g      |
| Ballaststoffe          | 9 g       |
| Protein (Eiweiß)       | 6 g       |
| Wasser                 | 1 g       |

| Element  | enthalten | Tagesbedarf | Element   | enthalten | Tagesbedarf |
| -------- | --------- | ----------- | --------- | --------- | ----------- |
| Kalium   | 400 mg    | 2–3 g       | Magnesium | 300 mg    | 300–400 mg  |
| Phosphor | 280 mg    | 1 g         | Chlor     | 100 mg    | 3–5 g       |
| Calcium  | 100 mg    | 1 g         | Natrium   | 12 mg     | 2–3 g       |
| Eisen    | 3 mg      | 15 mg       | Kupfer    | 1 mg      | 1,5 mg      |
| Nickel   | 0,26 mg   | 0,2–0,5 mg  | Zink      | 0,2 mg    | 15 mg       |
| Fluor    | 0,05 mg   | 1 mg        | Iod       | 0,005 mg  | 0,2 mg      |

### Ernährungsphysiologie
Schokolade besteht zu beträchtlichen Teilen aus Fett und Zucker und enthält neben anderen Inhaltsstoffen Saccharose (Haushaltszucker, ein Disaccharid). Der glykämische Index (GI) von Schokolade ist mit dem von Roggenbrot vergleichbar und liegt mit etwa 65 im Mittelfeld.
Die meisten Arten von Schokolade haben einen physiologischen Brennwert zwischen 2100 und 2500 kJ pro 100 Gramm (= 500 bis 600 kcal). Milchschokolade liegt mit 2300 kJ pro 100 Gramm (= 550 kcal) in der Mitte. Das entspricht ungefähr einem Viertel des Tagesbedarfs an Energiezufuhr eines erwachsenen Menschen.
In einer türkischen Studie wurden auf dem dortigen Markt verbreitete Milch- und Bitterschokoladensorten auf ihren Cholesteringehalt und ihr Fettsäureprofil untersucht. Der Fettanteil bestand hauptsächlich aus Stearinsäure (39 %), Ölsäure (26 %) und Palmitinsäure (26 %). Die genannten Fettsäuren gelten ernährungsphysiologisch als unbedenklich. Das Verhältnis von gesättigten zu ungesättigten Fettsäuren betrug 70/30. Der Cholesteringehalt betrug im Mittel 1,14 mg/kg, ein im Vergleich zu Nahrungsmitteln tierischer Herkunft sehr geringer Wert.

### Schadstoffe
Nach einer 2007 veröffentlichten Untersuchung der Zeitschrift Ökotest hatten insbesondere Bitterschokoladen südamerikanischer Herkunft einen erhöhten Cadmiumgehalt, was bei dauerhaft hohem Konsum zu einer Cadmiumvergiftung führen kann. Weitere Untersuchungen zeigten dann in der überwiegenden Mehrheit der Proben keine erhöhten Cadmiumgehalte. Bei Untersuchungen in einer Klinik der Christian-Albrechts-Universität zu Kiel im Jahr 2009 fanden sich in allen untersuchten Proben dunkler Schokoladen Spuren des Schimmelgiftes Ochratoxin A in ungefährlichen Konzentrationen.

### Positive Wirkungen

Strukturformel von Theobromin

Ungesüßtes Kakaopulver enthält 1 bis 3 Prozent Theobromin, das chemisch dem Koffein ähnlich ist. Es wirkt auf den Organismus mild und dauerhaft anregend und leicht stimmungsaufhellend. Für Menschen ist dieser Anteil – im Gegensatz zu Hunden, Katzen und Pferden – ungefährlich. Weitere Inhaltsstoffe, die in Zusammenhang mit der stimmungsaufhellenden Wirkung von Schokolade gebracht werden, sind unter anderem das molekulare Grundskelett des Amphetamins Phenylethylamin, die Serotonin-Vorstufe Tryptophan, ein natürliches Antidepressivum, und das Cannabinoid Anandamid, letzteres ein Derivat der Arachidonsäure. Die enthaltene Menge Anandamid ist jedoch für einen merklichen Effekt viel zu gering, obwohl in Schokolade zusätzlich Substanzen enthalten sind, die den Abbau hinauszögern. Der stimmungsaufhellende Effekt von Schokolade ist durch die Inhaltsstoffe alleine nicht schlüssig erklärbar und schließt wohl auch psychische Einflüsse ein.
Schokolade, insbesondere Bitterschokolade mit hohem Kakaoanteil, kann den Spiegel an herzschützenden Antioxidantien im Blut für einige Stunden stark anheben. Durch gleichzeitigen Genuss von Milch wird dieser Effekt wieder neutralisiert. Bei dem im Falle von Schokolade und Kakao wirksamen Antioxidans handelt es sich um ein Flavonoid namens Epicatechin.
Schokolade enthält über den Kakaoanteil auch N-Phenylpropenoyl-L-aminosäureamid, das sich wachstumsfördernd auf Hautzellen auswirkt und damit Wundheilung unterstützt, Hautschäden therapiert, Falten vorbeugt und das Risiko von Magengeschwüren verringert. Es existieren Hinweise, dass der in Schokolade enthaltene Kakao karieshemmende Wirkung hat, während der enthaltene Zucker natürlich kariesfördernd wirkt. Das im Kakao enthaltene Theobromin kann nach einer im FASEB Journal veröffentlichten Studie aus dem Jahre 2004 möglicherweise Hustenanfälle abmildern.

### Einfluss auf Blutdruck und Blutgefäße
Regelmäßiger Verzehr von Schokolade kann den Blutdruck und das Risiko für Herzinfarkt und Schlaganfall verringern. Die für den Effekt vermuteten Polyphenole sind aber auch in anderen Nahrungsmitteln wie Äpfeln zu finden. Für eine Ernährungsempfehlung zu Gunsten kakaohaltiger Schokolade reichen die Studienergebnisse noch nicht aus. Die enthaltenen Kakaoflavanole scheinen sich günstig auf die Gefäßflexibilität (Vasodilatation) auszuwirken, was unterstützend auf die Regulation des Blutdrucks wirken kann.
Nach einer amerikanischen Studie, die von 1996 bis 2000 an 2291 Schwangeren durchgeführt wurde, kann der Genuss von Bitterschokolade das Risiko von Präeklampsie bei Schwangeren senken. Die Anzahl der Frauen mit entsprechenden Symptomen war dabei direkt negativ abhängig vom Spiegel des in der Schokolade enthaltenen Theobromins im Serum.

### Annahmen und Irrtümer
Umstritten ist, ob Schokolade Hautunreinheiten hervorrufen kann. Eine vielzitierte Studie von J. Fulton aus dem Jahr 1969, finanziert durch die „Chocolate Manufacturers' Association of the USA“, kam zu dem Ergebnis, dass zwischen Schokoladenkonsum und dem Auftreten von Akne – entgegen weit verbreitetem Glauben – kein Zusammenhang existiere. Eine spätere Analyse der Durchführung der Studie zeigte jedoch zahlreiche Mängel. Eine neuere Studie von 2011 konnte Hinweise für einen Zusammenhang von Acne vulgaris und dem Konsum von Schokolade finden.
Eine Legende vermutet, Schokolade oder Schokoladenprodukten wie Nougatcreme würde Rinderblut beigemengt. Tatsächlich wurde bei einem alten neapolitanischen Schokoladensoßengericht aus Bitterschokolade und Sahne namens „Sanguinaccio“ (Sangue = Blut) ursprünglich Schweine- oder Rinderblut verwendet. Diese Zubereitungsart widerspricht der EU-Richtlinie 2000/36/EG und ist auch in Italien nicht mehr üblich.
In der DDR wurde versucht, Schokoladenbestandteile durch einheimische Rohstoffe zu ersetzen, um Devisen zu sparen. Die genannte EU-Richtlinie 2000/36/EG und deutsche Kakao- und Schokoladenverordnung schreiben vor, welche Bestandteile in Schokolade enthalten sein dürfen. Mandeln, Haselnüsse und andere Nüsse dürfen (ganz, in Stücken oder gemahlen) bis zu 60 % dem Gesamtgewicht des Erzeugnisses zugesetzt werden, wodurch Kakaomasse eingespart werden kann.
Der sich bei unsachgemäßer Lagerung auf Schokoladenerzeugnissen absetzende fleckige, weiche, weißliche bis hellgraue Belag wird häufig mit Schimmel verwechselt, hängt aber mit dem nicht zusammen; dieser Zucker- und/oder Fettreif mindert nicht den Geschmack des Produkts und ist auch aus gesundheitlicher Sicht unbedenklich.

## Schokolade und Haustiere
Das Theobromin in der Schokolade besitzt für Katzen, Hunde, Vögel, Pferde und Rinder eine höhere Toxizität als für den Menschen, da ihr Stoffwechsel Theobromin nur langsam abbauen kann. Die Resorption nach oraler Aufnahme erfolgt nahezu vollständig mit einer Bioverfügbarkeit von 77 ± 12 %. Die Halbwertszeit schwankt beim Hund zwischen 6,5 und 17,5 Stunden; die letale Dosis (LD50) liegt bei etwa 300 Milligramm pro Kilogramm Körpergewicht. Das entspricht in etwa 1,5 Kilogramm Vollmilchschokolade für einen 10 Kilogramm schweren Hund; bei getrocknetem Kakaopulver (Gehalt Theobromin 28,5 mg/g) sind dies rund 100 Gramm und bei Bitterschokolade (enthält 16 mg/g) etwa 190 Gramm. Tödliche Vergiftungen sind meist auf eine Herzarrhythmie, Hyperthermie oder Atemstillstand zurückzuführen. Beim Hund können schon Dosen zwischen 16 und 100 Milligramm pro Kilogramm zu Vergiftungssymptomen wie Erhöhung des Blutdrucks oder der Pulsfrequenz, Verengung der Blutgefäße, verringerter Reizschwelle des Nervensystems und dadurch zu Unruhe, Zittern und Hyperreflexie bis hin zu Krampfanfällen, häufig auch Erbrechen und Durchfall, führen. Ein Hund, der eine große Menge Schokolade zu sich genommen hat, sollte möglichst schnell zum Erbrechen geführt und zum Tierarzt gebracht werden. Aufgrund unsachgemäßer Verbrauchergewohnheiten und entsprechender Nachfrage sind unterdessen auch spezielle, schokoladenähnliche Futtermittel auf dem Markt (wie Hundeschokolade). Bei Katzen ist die Gefahr der Theobrominvergiftung geringer, da diese keine Geschmacksknospen für süße Stoffe besitzen und daher Schokolade verschmähen.
Andere Säugetiere wie Ratten und Mäuse können – wie der Mensch – das Theobromin rasch abbauen. Allerdings kann der große Fettanteil in der Schokolade zu gesundheitlichen Problemen führen. Des Weiteren wurden bei einer Studie von männlichen Ratten pathologische Veränderungen an den Hoden festgestellt. Den Versuchstieren wurde über 30 Tage eine am Körpergewicht gemessen hohe Dosis Theobromin verabreicht.

## Schokoladenkonsum
Die folgende Tabelle gibt den europäischen Schokoladenkonsum in Kilogramm pro Kopf im Jahr 2018 wieder (mit Ausnahme der Schweiz, hier ist der Wert vom Jahr 2020).
| Land                   | Konsummenge |
| ---------------------- | ----------- |
| Schweiz                | 9,9         |
| Deutschland            | 8,8         |
| Estland                | 8,5         |
| Vereinigtes Königreich | 7,9         |
| Finnland               | 7,4         |
| Kroatien               | 6,6         |
| Dänemark               | 6,6         |
| Österreich             | 6,4         |
| Litauen                | 5,3         |
| Portugal               | 3,7         |
| Spanien                | 3,4         |
| Italien                | 3,2         |
| Griechenland           | 3,1         |
| Ungarn                 | 3           |

### Ökologische und soziale Aspekte des Schokoladenkonsums
Der Anbau von Kakao hat einen hohen Flächenbedarf. Um 1 kg davon zu produzieren, benötigt man 20 m² landwirtschaftliche Fläche. Im Vergleich sind es bei Reis 2,5 m², Weizen 1,8 m² und bei Südfrüchten 0,6 m². 70 % der globalen Kakaoproduktion stammen aus Westafrika, dort vor allem aus den Ländern Elfenbeinküste und Ghana. Für die Kleinbauern stellt der Anbau von Kakao eine wichtige Einkommensquelle dar. Deswegen und wegen des Bevölkerungswachstums in dieser Region werden immer mehr Flächen des dortigen tropischen Regenwaldes gerodet. Die Elfenbeinküste hat seit 1960 bereits 80 % ihres Regenwalds verloren, bis 2024 wird er dort voraussichtlich komplett verschwunden sein. Entwaldung ist einer der wichtigsten Faktoren bei der Entstehung der Klimakatastrophe. Ein Drittel der menschengemachten Kohlenstoffdioxid (CO2)-Emissionen sind auf Entwaldung zurückzuführen. Mit dem Regenwald verschwinden wichtige Lebensräume für wildlebende Tiere und Pflanzen. Die Biodiversität geht dramatisch zurück.
Ein soziales Problem des Kakaoanbaus in Westafrika ist die Kinderarbeit. Immer noch ist üblich, dass die Kinder der Kleinbauern auf den Feldern mitarbeiten. Häufig steht dies in Konkurrenz zum Schulbesuch. Obwohl die Quote der schulbesuchenden Kinder in den letzten Jahren gestiegen ist, arbeiten immer noch bei 45 % aller Familien im Kakaoanbau die Kinder auf den Feldern mit.

## Hersteller
Laut der Internationalen Kakao-Organisation waren 2021 folgende Unternehmen die am Nettoumsatz gemessenen weltweit größten Hersteller von Schokoladeartikeln:
| Unternehmen                           | Land                   | Nettoumsatz 2021 (Mrd. US-$) |
| ------------------------------------- | ---------------------- | ---------------------------- |
| Mars Inc.                             | USA                    | 20,000                       |
| Ferrero Group                         | Luxemburg/Italien      | 13,566                       |
| Mondelēz International Inc.           | USA                    | 11,467                       |
| Meiji Co. Ltd.                        | Japan                  | 10,075                       |
| Hershey Co.                           | USA                    | 8,066                        |
| Nestlé S.A.                           | Schweiz                | 7,636                        |
| Pladis                                | Vereinigtes Königreich | 4,655                        |
| Chocoladefabriken Lindt & Sprüngli AG | Schweiz                | 4,331                        |
| Ezaki Glico Co Ltd.                   | Japan                  | 3,311 (inkl. Nicht-Süßwaren) |
| Haribo GmbH & Co. KG                  | Deutschland            | 3,300                        |

Weitere Unternehmen finden sich unter der Kategorie:Hersteller von Kakao- und Schokoladenwaren,  Unternehmer/Personen unter der Kategorie:Schokoladenhersteller (Person).
Chocolatiers arbeiten handwerklich mit vorgefertigter Schokoladenmasse und sind daher von den industriellen Schokoladenherstellern zu unterscheiden.

## Filme

### Spielfilme
- Charlie und die Schokoladenfabrik. (Originaltitel: Willy Wonka & the Chocolate Factory). Mit Gene Wilder, 1971.
- Chocolat – Ein kleiner Biss genügt. (OT: Chocolat). Mit Juliette Binoche, Johnny Depp, Alfred Molina, Judi Dench, Lena Olin, 2000.
- Charlie und die Schokoladenfabrik. (OT: Charlie and the Chocolate Factory). Mit Johnny Depp, 2005.
- Schokolade für den Chef. Komödie mit Götz George, Karl Kranzkowski, Jule Böwe, Irm Hermann, 2008.
- Die anonymen Romantiker. (OT: Les Émotifs anonymes). Mit Benoît Poelvoorde, 2011.
- Wonka. Mit Timothée Chalamet, 2023.

### Dokumentarfilme
- Schokolade macht glücklich. DVD. Produktion: NZZ, Zürich 2005 (Vorschau und Inhalt – «NZZ-Format», Erstsendung: Montag, 19. September 2005, 23.00 h).
- Zartbittere Leidenschaft. Wie die Lust auf Schokolade entsteht. Reportage, Deutschland, 2005, 40 Min., Buch und Regie: Steffi Cassel, Produktion: Spiegel TV, Erstsendung: 24. November 2005 bei VOX, Inhaltsangabe und online-Video.
- Luxusgüter unter der Lupe: Schokolade. (OT: How The Best Is Done.) Dokumentarfilm, USA, 2007, 54 Min., Produktion: Treasure HD Channel, engl. Film-Daten und deutsche Angaben.
- Eine Reise auf der deutsch-französischen Schokoladenstraße. Die „Route du Chocolat“. Reportage, Deutschland, 2008, 28:40 Min., Buch und Regie: Natascha Walters, Produktion: SWR, Reihe: Fahr mal hin, Wiederholung: 6. Juli 2010 in SWR, Inhaltsangabe und Hinweise (Karte).
- Kann denn Süßes Sünde sein? Die Schokoladenseiten des Ostens. Dokumentarfilm, Deutschland, 2008, 43 Min., Buch und Regie: Uta Kolano, Produktion: MDR, Filminformationen von DW.
- Der bittere Weg zum süßen Erfolg. Über den Aufstieg der Schweizer Schokolade. Dokumentarfilm, Schweiz, 2010, 49 Min., Buch und Regie: Christa Ulli, Moderation: Kathrin Winzenried, SRF, 3sat, Erstsendung: 5. Mai 2010, Inhaltsangabe von 3sat.
- Schmutzige Schokolade. (OT: The Dark Side of Chocolat.) Reportage, Deutschland, Dänemark, 2010, 43:39 Min., Buch und Regie: Miki Mistrati, Produktion: Bastard Film, DR2, NDR, deutsche Erstsendung: 6. Oktober 2010 auf ARD, Inhaltsangabe, online-Video (Memento vom 24. Juni 2011 im Internet Archive) vom NDR, Interview mit Mistrati.[59]
- Schmutzige Schokolade II. Reportage, Deutschland, Dänemark, 2012, 45 Min., Buch und Regie: Miki Mistrati, NDR, deutsche Erstsendung: 20. Dezember 2012 auf ARD, Inhaltsangabe (Memento vom 30. Dezember 2012 im Internet Archive), online-Video (Memento vom 11. Januar 2013 im Internet Archive) des NDR

## Bücher
- Esquivel, Laura, Como agua para chocolate; deutsch: Bittersüße Schokolade, Roman. Suhrkamp, Frankfurt 1994, ISBN 978-3-518-38891-4.
- Arenz, Ewald, Der Duft von Schokolade, Roman. ars vivendi, Cadolzburg 2007. ISBN 978-3-89716-813-8.
- Dahl, Roald: Charlie und die Schokoladenfabrik. (Originaltitel: Charlie and the Chocolate Factory). Deutsch von Inge M. Artl und Hans Georg Lenzen (Verse). Mit Illustrationen von Quentin Blake. Sonderausgabe. Rowohlt-Taschenbuch-Verlag, Reinbek bei Hamburg 2005, ISBN 3-499-21336-2.

## Schokoladenmuseen
- Chocoversum, Schokoladenmuseum in Hamburg[60]
- Halloren Schokoladenmuseum in Halle (Saale)[61]
- Schokoladenmuseum Köln
- Schokoladenmuseum Dresden
- Ritter-Sport-Schokopfad in Berlin-Mitte, Firmengeschichte im kurzen Überblick[62]
- Schoko-Laden-Theater (zotter) in Riegersburg (Steiermark, Österreich)
- SchokoMuseum Wien (Heindl) in Wien
- Lindt Home of Chocolate[63]